# Кунья, Тристан да
Триста́н да Ку́нья (порт. Tristão da Cunha; ок. 1460 — ок. 1540) — португальский мореплаватель. Первый дворянин рода Панестас и Гестасо, возведённый в рыцарское достоинство королём Мануэлом I. В 1504 году назначен первым губернатором Португальской Индии, но не занимал должность по причинам временной слепоты (фактическим наместником являлся Франсишку ди Алмейда).

## Биография
Родился около 1460 года. В это время благодаря энергичной деятельности принца Генриха Мореплавателя, который снарядил десятки экспедиций для исследования Атлантики к югу от Европы, Португалия превратилась в одну из ведущих морских держав. В молодости да Кунья принял участие в нескольких экспедициях. Открытие морского пути в Индию в конце XV века стало важной вехой в эпохе Великих географических открытий. В путь за пряностями, которые могли сказочно обогатить судовладельцев, отправились многие моряки.
В 1506 году да Кунья был назначен командиром флота из 10 грузовых кораблей. Вместе с ним отправился в путь и 2-й губернатор Индии Афонсу де Албукерке. Кроме того, примерно тем же курсом отправилась ещё одна эскадра из четырёх кораблей.
Во время плавания корабли да Кунья отнесло далеко от африканского берега в открытый океан. Благодаря этому экспедиция открыла группу отдалённых островов в южной части Атлантического океана, в 2816 км от Южной Африки. Бурное море помешало высадке, но земли были нанесены на карту, а за архипелагом сохранилось название острова Тристан-да-Кунья.
Позднее эскадра прибыла к берегам Мадагаскара. В Мозамбикском проливе да Кунья спас своего друга Жуана да Нову, а его корабль присоединил к своей эскадре. Затем моряки экспедиции высадились на сомалийском побережье около Барауэ. Здесь они отвоевали город у арабов и заложили крепость. Во время дальнейшего плавания был нанесён на карты остров Сокотра.
В августе 1507 года эскадра прибыла в Индию. Здесь Тристан да Кунья проявил себя как решительный командир. Он организовал осаду Каннура и смог захватить этот важный порт. А затем в ноябре помог вице-королю Франсишку де Алмейде разгромить флот калькуттского правителя Саморима. В следующем году да Кунья благополучно вернулся в Португалию с кораблями, нагруженными ценными товарами.

## Посольство в Рим
В 1514 году да Кунья был послан в Рим в качестве посла к папе Льву X. Секретарём в посольстве служил ставший впоследствии знаменитым поэт и писатель Гарсиа де Ресенди. 12 марта 1514 года португальские послы прошли по улицам Вечного города в торжественной процессии. Они вели диких экзотических животных из далёких колоний и несли в дар папе богатые дары. Среди прочего, португальцы привезли в Рим в подарок папе слона. Гигант по имени Ханно проделал длинный путь, длившийся три года. Также жители Рима увидели двух леопардов, пантеру, несколько попугаев и индийских лошадей. Слон нёс на спине сооружение из серебра, похожее на замок. Это было хранилище с сокровищами. Там лежали дорогие одеяния из шёлка, расшитые жемчугом и украшенные драгоценными камнями, а также золотые монеты.
Папа принял послов в своей резиденции в замке Святого Ангела. Слон (управляемый индийским погонщиком) к восторгу собравшихся трижды почтительно преклонил колени, а затем засосал хоботом воду из ведра и обрызгал ею толпу зрителей и кардиналов.
Ещё одним подарком папе от португальцев должен был стать носорог. Именно это животное изобразил на своей знаменитой гравюре Альбрехт Дюрер. Причём сам художник не видел носорога, а опирался на его удивительно точное описание. К несчастью корабль с носорогом затонул по пути в Рим.

## Последние годы
Как участник многих португальских экспедиций начала XVI века, считавшихся важными для распространения христианства, Тристан да Кунья получил для Португалии от папы Льва Х дарственную грамоту на все страны, которые будут отняты у «неверных» при помощи оружия.
Умер около 1540 года. Поэт Луиш де Камоэнс увековечил подвиги мореплавателя в своей известной поэме «Лузиады». Его сын Нуну да Кунья (1487—1539) в 1528 году стал 9-м губернатором Португальской Индии.